# Jörg Albertz (Fußballspieler)
Jörg Albertz (* 29. Januar 1971 in Mönchengladbach) ist ein ehemaliger deutscher Fußballspieler.

## Karriere
Im Kindes- und Jugendalter spielte Albertz für den PSV Mönchengladbach und für Borussia Mönchengladbach. Seinen ersten Profivertrag unterschrieb der linke Mittelfeldspieler dann 1990 bei Fortuna Düsseldorf. Nach dem Abstieg der Rheinländer aus der 2. Fußball-Bundesliga wechselte Albertz 1993 gegen eine Ablöse von 750 000 D-Mark zum Hamburger SV, wo er schnell zum Publikumsliebling und zwei Jahre später auch zum Mannschaftskapitän aufstieg.
Im Sommer 1996 wechselte er für eine Ablösesumme von rund zehn Millionen D-Mark zum schottischen Traditionsklub Glasgow Rangers. Mit den Rangers gewann Jörg Albertz 1997, 1999 und 2000 den Meistertitel, ehe er 2001 zum Hamburger SV zurückkehrte. Dort konnte er jedoch nicht an die in den Jahren zuvor gezeigten Leistungen anknüpfen und wechselte im Laufe der Spielzeit 2002/03 zum chinesischen Klub Shanghai Shenhua. In China wurde er 2003 zum Fußballer des Jahres gewählt.
Zum Jahresende 2004 kehrte Albertz schließlich nach Deutschland zurück und trug für ein halbes Jahr das Trikot des Zweitligavereins SpVgg Greuther Fürth. Mehrere Verletzungen führten dazu, dass dieses Gastspiel ein kurzes blieb; seit dem 1. Juli 2005 stand der Mittelfeldspieler wieder bei Fortuna Düsseldorf unter Vertrag, allerdings nur in der Regionalliga.
Nach der Saison 2006/07 beendete Albertz seine Karriere vorerst. Allerdings folgte nur ein halbes Jahr später das Comeback. Am 11. März 2008 unterschrieb Albertz einen Kurzzeitvertrag bis zum Ende der Saison 2007/08 beim schottischen Zweitligisten FC Clyde, dessen Klassenerhalt er zu sichern half.
Nach Beendigung seiner Karriere betreibt Albertz mit Hans-Georg Dreßen eine Fußballschule, die auch Feriencamps in der Umgebung von Mönchengladbach organisiert.

## Statistik
Jörg Albertz bestritt in seiner Karriere 150 Bundesligaspiele für den Hamburger SV und Fortuna Düsseldorf, in denen er 29 Tore erzielte. Zudem absolvierte er in den Jahren 1996 und 1998 insgesamt drei Länderspiele für die deutsche Nationalmannschaft.

## Privates
Jörg Albertz ist mit der ehemaligen Miss Germany Mirjana Albertz, geborene Bogojevic, verheiratet, mit der er eine gemeinsame Tochter und zwei Söhne hat. Er wohnt mit seiner Familie in Mönchengladbach-Wickrath.